# La Tierra Colorada
La Tierra Colorada es una pedanía del municipio de Abanilla, Murcia, ubicada al SE de este, haciendo frontera con la Comunidad Valenciana y a la que se accede desde varias pistas y sendas que salen de la MU-413. 
Es una pedanía completamente llana, exceptuando al noroeste debido a la Serratilla de Cuyalde: está formada por una agrupación de pequeñas casas y edificios adosados entre sí, y por su término pasa  el canal de Trasvase Tajo-Segura.
Tiene 3 habitantes.